# Reacció de l'haloform
La reacció de l'haloform és una reacció de formació d'haloform (cloroform, bromoform o iodoform) a partir d'una halogenació exhaustiva d'una cetona metílica en presència d'una base.